# Calatractosoma gibberosum
Calatractosoma gibberosum är en mångfotingart som först beskrevs av Karl Wilhelm Verhoeff 1900.  Calatractosoma gibberosum ingår i släktet Calatractosoma och familjen knöldubbelfotingar. Inga underarter finns listade i Catalogue of Life.